# سكيراء جعوية
خميرة البيرة أو خميرة الجعة أو السكيراء الجعوية أو فطريات الخميرة (باللاتينية: Saccharomyces cerevisiae)، هي نوع من الخمائر (كائنات فطرية وحيدة الخلية). لعبت هذه الخميرة دورًا أساسيًا في صناعة النبيذ والخبز والتخمير منذ العصور القديمة، ويُعتقد أنها عُزلت لأول مرة من قشرة العنب.
تُعد خميرة البيرة واحدة من أكثر الكائنات الحية حقيقية النواة التي دُرست بشكل مكثف في علم الأحياء الجزيئي والخلايا، تمامًا كما تُستخدم الإشريكية القولونية كنموذج للبكتيريا. وهي الكائن الدقيق المسؤول عن العديد من عمليات التخمير الشائعة. تتراوح خلايا خميرة البيرة بين الشكل الدائري والبيضوي، ويبلغ قطرها من 5 إلى 10 ميكرومتر، وتتكاثر من خلال التبرعم.
اكتشفت العديد من البروتينات المهمة في بيولوجيا الإنسان لأول مرة عبر دراسة نظيراتها في الخميرة، ومن بين هذه البروتينات بروتينات دورة الخلية، وبروتينات الإشارة، والإنزيمات المسؤولة عن معالجة البروتينات. حاليًا، تُعد خميرة البيرة النوع الوحيد المعروف من الخمائر الذي يحتوي على أجسام بيركلي، والتي تلعب دورًا في مسارات إفرازية معينة. كما أن الأجسام المضادة ضد خميرة البيرة موجودة لدى 60-70% من مرضى داء كرون، و10-15% من مرضى التهاب القولون التقرحي، مما يجعلها أداة مفيدة ضمن مجموعة من المؤشرات السيرولوجية التي تساعد في التمييز بين أمراض الأمعاء الالتهابية، مثل التفريق بين التهاب القولون التقرحي وداء كرون، إضافة إلى تحديد موقع المرض وشدته.

## التركيب
يتركب الفطر من خلية وحيدة يحدها جدار سميك يعرف بالجدار الخلوي يعطى للخلية صلابة وبداخل الخلية فجوة كبيرة يعتقد أنها النواة تحتوى على كروموسومات الخلية. ويظهر السيتوبلازم محبباً خصوصاً في الخلايا البالغة وتتكون هذه الحبيبات من الدهون والجليكوجين.

## تاريخ
في القرن التاسع عشر، كان خبازو الخبز يعتمدون على صانعي الجعة في الحصول على الخميرة، مما أدى إلى ظهور أنواع من الخبز المخمر بطعم حلو، مثل خبز الكيزر، والتي كانت تفتقر عمومًا إلى الحموضة الناتجة عن التخمير البكتيري بواسطة العصية اللبنية. مع مرور الوقت، تحول صانعو الجعة تدريجيًا من استخدام الخمائر العلوية (خميرة البيرة) إلى الخمائر السفلية (السُّكَيراءُ الباسْتُوريَّة). وفي عام 1846، تم تطوير "خبز فيينا [الإنجليزية]"، والذي غالبًا ما ينسب شعبيًا إلى استخدام البخار في أفران الخبز، مما منح القشرة قوامًا مميزًا. ومع ذلك، فإن أهم ما ميز هذه العملية هو تحسين أساليب طحن الحبوب، حيث تم اعتماد تقنية الطحن التدريجي بدلاً من السحق المباشر، بالإضافة إلى تطوير طرق فعالة لزراعة وحصاد الخمائر العلوية، المعروفة باسم "الخميرة المضغوطة".
أدت الاكتشافات في علم الأحياء الدقيقة، المستوحاة من أعمال لويس باستور، إلى تطوير أساليب أكثر دقة لاستنبات سلالات نقية من الخميرة. ففي عام 1879، بدأت بريطانيا العظمى باستخدام أوعية متخصصة لإنتاج خميرة البيرة، بينما شهدت الولايات المتحدة، في مطلع القرن العشرين، إدخال أجهزة الطرد المركزي لتركيز الخميرة، مما جعل إنتاجها عملية صناعية واسعة النطاق. ساهمت هذه التطورات في تسهيل توزيع الخميرة وخفض تكلفتها، مما أدى إلى انتشار الخبز والجعة كمنتجات تجارية. بحلول أوائل القرن العشرين أصبحت الخميرة الطازجة المعروفة باسم "خميرة الكيك" هي المادة الرافعة الأساسية للخبازين في العالم الغربي.
خلال الحرب العالمية الثانية، طورت شركة فليشمانز ييست خميرة جافة نشطة على شكل حبيبات لصالح القوات المسلحة الأمريكية، حيث امتازت بعدم الحاجة إلى التبريد، وطول مدة صلاحيتها، وقدرتها العالية على تحمل درجات الحرارة، مقارنة بالخميرة الطازجة. ولا تزال هذه الخميرة تُستخدم حتى اليوم في الوصفات العسكرية الأمريكية. كما قامت الشركة بابتكار خميرة ترتفع بسرعة مضاعفة، مما ساعد في تقليل وقت الخبز. وفي السبعينيات، قدمت شركة ريد ستار ييست الخميرة الفورية، التي سرعان ما اكتسبت انتشارًا واسعًا، واستحوذت على حصة كبيرة من السوق، متفوقة على كل من الخميرة الطازجة والجافة في العديد من الاستخدامات.